# Selkäsaaret (ö i Finland, Birkaland, Södra Birkaland, lat 61,19, long 23,95)
Selkäsaaret är en ö i Finland.   Den ligger i kommunen Valkeakoski i den ekonomiska regionen  Södra Birkaland och landskapet Birkaland, i den södra delen av landet, 130 km norr om huvudstaden Helsingfors.